# Бретонська революційна армія
Бретонська революційна армія (фр. Armée Révolutionnaire Bretonne, ARB) — нелегальна збройна організація, яка є частиною бретонського націоналістичного руху у регіоні Бретань у Франції.

## Історія

### Витоки конфлікту
До кінця XV століття Бретані вдавалося залишатися незалежною від своїх французьких і англійських сусідів. Однак у грудні 1491 року після двох послідовних громадянських воєн, які протистояли французькій короні союзу французьких принців (серед них Бретань) та іноземних держав, останні зазнали поразки, і молода бретонська герцогиня Анна була видана заміж за молодого короля Карла VIII., тим самим прив'язавши Бретань до Франції.
У 1532 році тодішній французький монарх Франциск I офіційно прив'язав Бретань до Франції, незважаючи на те, що спочатку дозволив їй зберегти свої фіскальні та юридичні привілеї. Ця часткова автономія, у свою чергу, дозволила Бретані залишитися поза більшістю зовнішніх і внутрішніх конфліктів, які торкалися Французького королівства протягом шістнадцятого і сімнадцятого століть.
Втім, під час Французької революції було скасовано відносну автономію Бретані. Парламент цього регіону було розпущено, бретонську мову заборонено, а територію розбито на п'ять департаментів. Ця нова, трансформована Бретань викликала протирічну реакцію в п'яти нових департаментах, оскільки деякі з них в основному підтримали таке об'єднання, тоді як інші систематично повставали проти хиткої нової Республіки.

### L'Armée Revolutionnaire Bretonne (ARB)
Бретонська революційна армія була заснована у 1971 році як озброєне крило Фронту звільнення Бретані (FLB). FLB був створений у 1963 році з метою забезпечення визволення Бретані від Франції. ARB прагне до визнання французьким урядом існування бретонського народу, цілісності його території та бретонської мови. Крістіан Джорджо є поточним лідером групи.
Вибух у Рок-Тредудоні 1974 року став першим із приблизно 200 терористичних актів як у Бретані, так і за його межами.
ARB, на відміну від своїх корсиканських (FLNC) і баскських (ETA), не прагне досягти людських жертв. Це погляд, який поділяє весь бретонський політичний спектр і особливо бретонський народ, який до нападу на McDonald's у 2000 році, під час якого загинув працівник, терпіло дії сепаратистського руху. До атаки 2000 року в результаті їхніх атак було лише двоє жертв (двоє членів ARB були вбиті, намагаючись знешкодити власні бомби, які, як вони вважали, можуть когось поранити). Тим не менш, в результаті цих нападів було завдано значної матеріальної шкоди.
Частота атак зросла між 1993 і 1996 роками. Після цього настало дворічне перемир'я. Напади поновилися 30 жовтня 1998 року з частковим знищенням міської ради Бельфора, рідного міста тодішнього міністра внутрішніх справ Жана-П'єра Шевенема. Інші цілі включали символи французького уряду, такі як адміністративні офіси, поліцейські дільниці та комунальні об'єкти, а також рідні міста тодішнього прем'єр-міністра Ліонеля Жоспена. Останній напад, який стався 18 червня 1999 року, став результатом відмови за два дні до цього тодішнього президента Франції Жака Ширака ратифікувати Європейську хартію регіональних мов і мов меншин.

### Пограбування Плевіна 1999 року та зв'язок ETA-ARB
Крадіжка восьми з половиною тонн вибухівки Titadine 30 з одного зі складів компанії Titanite SA в Плевіні 28 вересня 1999 року командою ETA і ARB є одним із найбільш вражаючих досягнень ARB на сьогоднішній день. Цей інцидент підтвердив підозри стосовно характеру взаємин між ЕТА та бретонськими сепаратистами. Як показало подальше слідство, до розбою члени ARB приймали баскських сепаратистів у Бретані. Іспанська влада навіть підозрює, що деякі члени ЕТА можуть час від часу приїжджати до Бретані в пошуках безпечного притулку. Розслідування також підтвердило тісний зв'язок між Емганн і ARB, як одного з колишніх членів. Арно Ванньє був заарештований у зв'язку з пограбуванням Плевіна, коли в багажнику його автомобіля було знайдено двадцять п'ять шматків динаміту, два детонатори і два таймера, усі походять від пограбування Плевіна. Емганн відповів на звинувачення, заявивши, що не несе відповідальності за діяльність окремих членів. Згодом півдюжини осіб було заарештовано у зв'язку з пограбуванням. Через три дні після пограбування троє членів ЕТА були заарештовані поблизу По, Франція, з фургоном, що містив дві з половиною тонни вибухівки, всі походили з Плевена. Двоє інших осіб, Дені Ріо та Річард Лефошо, були заарештовані за причетність до пограбування (оренда автомобілів, щоб забрати баскських сепаратистів, і надання їм притулку в Лоріані).

### Вибух у Макдональдсі
У середу, 19 квітня 2000 року, близько 10 ранку, вибухнула півторакілограмова бомба, встановлена біля проїзду ресторану McDonald's у Кевері, Бретань. На момент вибуху будівля була відносно порожня, за винятком трьох підлітків і двох інших клієнтів. Хоча в результаті вибуху ніхто з них не постраждав, 27-річна співробітниця Лоуренс Турбек загинула від удару, коли вона пробиралася через службовий вхід.
Вибух не став причиною пожежі, але сама будівля зазнала серйозних пошкоджень і знесло дах.
Вибуховою речовиною був Titane 30, той самий тип динаміту, який був викрадений у 1999 році з Плевіна, що свідчить про те, що ARB могла бути відповідальною за цей вибух. Подальші докази підтвердили цей зв'язок, оскільки в той самий момент, коли стався вибух у Квевері, поліція знешкодила іншу бомбу біля поштового відділення в Ренні.
Судово-медична експертиза встановила, що під час обох атак використовувався Titane 30. Встановлено, що частина пружини, знайдена в останках, знайдених на місці Кевер, походить від того самого типу кухонного таймера, який використовувався для знешкодження вибухівки в Ренні. Використання кухонних таймерів також підтвердило участь ARB, враховуючи їх систематичне використання під час попередніх вибухів.
Хоча винуватців вибуху так і не знайшли, чотирьох осіб згодом заарештували в результаті розслідування. Стефан Філіп, Паскаль Лейзе та Крістіан Горжо (ймовірний ватажок ARB) були заарештовані за підозрою в співучасті; Гаель Роблін, головний речник Емганн, також був заарештований за його теоретичне обґрунтування попередніх вибухів ARB. Чотирьох чоловіків зрештою виправдали за звинуваченнями у вибуху в Кевері, але того ж дня їх засудили до тюремного ув'язнення (шість, вісім, одинадцять і три роки відповідно) за причетність до попередніх нападів.
У той час як ARB стверджувала, що не має стосунку до вибуху в Квевері, у листопаді 2000 року поліція підтвердила, що група повернула правоохоронним органам сто кілограмів вибухівки, викраденої під час пограбування Плевіна у 1999 році. Ця дія відбулася після заяви ARB про те, що вона прагне заспокоїти поточний політичний клімат у Бретані, а також припинити репресії щодо ARB.

## Емганн («Бій»)
Вважається, що Емганн надає політичну підтримку ARB. Його приналежність до останнього протягом багатьох років неодноразово заперечував Емганн, який вважає себе пацифістською групою, хоча відкрито підтримує насильницькі методи та цілі ARB. Незважаючи на це, він публікує повідомлення та статті ARB, а французька влада надала суттєві докази, які підтверджують підозрювані міцні стосунки та співучасть між двома групами. Таким чином, кілька членів Емганн були затримані у зв'язку з кількома нападами, приписуваними ARB. Створений у 1982 році Emgann визначає себе як частину незалежного бретонського лівого крила. Прихильник незалежності й антикапіталіст, Емганн виступає за відсутність компромісів і контактів із французьким урядом і політичними партіями. Її активність виникла після обрання Франсуа Міттерана президентом Франції. У 1981 році новообраний державний лідер помилував членів FLB, які щойно були засуджені та ув'язнені судом державної безпеки у Франції. Їхнє звільнення спровокувало демонтаж FLB, оскільки багато його нещодавно звільнених членів відмовилися від колишньої насильницької діяльності та замість цього вирішили піти у відставку або приєднатися до Бретонського демократичного союзу (UDB), автономістського бретонського політичного руху, який виступає проти насильства. Таким чином, Емганн взяв місію FLB і прагнув продовжити боротьбу.

## Вербування
Зміна соціального походження завербованих пояснює досить низьку підготовленість його атак протягом останніх років. У той час як у 70-х роках багато новобранців були з університетів і частини бретонської еліти, сьогодні більшість, якщо не всі, в основному походять з міської та безробітної молоді, тих, хто живе на соціальну допомогу та тих, хто має обмежену та короткострокову роботу. Цей неспеціалізований набір ілюструє, на думку французької влади, аматорський характер часто невдалих бомбардувань ARB. 25 листопада 1999 року поліції вдалося вилучити два з половиною кілограми динаміту в Сен-Ерблені, оскільки таймер вийшов з ладу. Однак успішніші атаки ARB, такі як бомбардування міської ради Бельфорта в 1998 році та напад на Плевін, здається, суперечать цьому твердження. Поліція теоретизує, що ця розбіжність у підготовленості та спеціалізації може бути пояснена асоціацією, часом, між ARB та їхніми баскськими аналогами, ETA.

## Підтримка

### Фінансова підтримка
Місцева фінансова підтримка ARB спрямована на сім'ї її ув'язнених членів. Цю фінансову підтримку надає Skoazell Vreizh («Бретонська допомога»), оригінальна група, яку очолює П’єр Локе, який є її президентом понад 20 років. Колишній член FLB, Локе був засуджений за напад у 1970-х роках. Локе вважає свою організацію необхідною для надання допомоги кожному, хто вчиняє вчинок, який суперечить французькій владі. Після затримання Скоазелл Врайж зв'язується з родиною злочинця, щоб домовитися про оплату судових витрат. У разі ув'язнення організація бере на себе зобов'язання матеріально підтримувати сім'ю в'язня до його звільнення. До 1990-х років Skoazell Vreizh в основному використовував свою фінансову підтримку для допомоги неповнолітнім правопорушникам, які займалися такими видами діяльності, як перефарбовування вуличних вивісок бретонською мовою, відмова платити податок на національне телебачення на знак протесту проти відсутності бретонських каналів або сплати податків, виписуючи чеки бретонською мовою. Проте 1990-ті роки виявилися більш дорогими для Skoazell Vreizh, оскільки серйозність атак ARB посилилася, частково в чому можна пояснити посилення зв'язків угруповання з краще підготовленими та більш радикальними групами, такими як ЕТА. Тим не менш, Skoazell Vreizh залишається важливим активом і добре організований. Частина його коштів надходить від незначних пожертвувань, зібраних на концертах та інших публічних урочистостях, або особистих пожертвувань, знятих з банківського рахунку жертводавця. Однак найбільші внески надходять безпосередньо від його політичної підтримки, а саме від самого Бретонський демократичний союзта Бретонського культурного інституту, який є філією Бретонської регіональної ради.

### Народна підтримка
До атаки McDonald's у 2000 році ARB та Emgann користувалися широкою підтримкою по всій Бретані. Хоча ця підтримка значною мірою зменшилася з роками, про що свідчать різні націоналістичні акції протесту, організовані протягом багатьох років Емганн і які зуміли залучити менше двох сотень людей, кількість, яка різко контрастує з тисячами прихильників, яких раніше залучав FLB в 1970-х роках. Проте, ARB вдалося зберегти, принаймні, певну форму толерантності з боку широких верств населення, які визнають заслуги в їхній боротьбі. В основному ненасильницький характер групи (відмова проливати кров для досягнення своїх цілей) до 2000 року сприяв підтримці цієї підтримки, оскільки бретонці, включно з найбільш запеклими прихильниками групи, вважають несмертельне насильство більш поважною формою протесту, ніж навпаки. Смерть Лоренса Турбека надзвичайно негативно вплинула на популярність групи. І бретонські ліві, і праві групи засудили напад. Бретонський демократичний союз вимагав, щоб злочинці здалися. Подібним чином POBL (правоцентристська партія) хвилювалася, що це може свідчити про ідеологічний дрейф від ARB до більш жорстокого типу радикалізму, такого як їхні колеги з ETA. Прес-секретар Emgann Гаель Роблін також назвав сам акт неприйнятним і невиправданим. Колишні члени ARB так само засудили напад і заявили, що ARB має виправдовуватися публічно.
Також зазначалося, що П'єр Локе був роздратований нападом, критикував аматорський характер членів ARB, вказуючи на те, що в 1970-х члени ARB завжди залишалися поруч, щоб гарантувати, що вибухівка спрацює за призначенням і не буде втрат витриманий.